# Henschel DE 500 C
Die Henschel DE 500 C ist eine dieselelektrische Lokomotive, die von den Henschel-Werken gebaut wurde. Sie war für den Einsatz im Rangierdienst vorgesehen. Bei den elektrischen Fahrmotoren kam erstmals bei Henschel die Drehstromtechnik zum Einsatz. Die Achsfolge der Henschel DE 500 C ist Co.
Die Henschel DE 500 C wurde zwischen 1982 und 1984 in nur fünf Exemplaren gebaut. Davon gingen drei Loks an die Henrichshütte (Thyssen), eine an die Dillinger Hütte und eine an die Deutsche Bundesbahn (DB), wo sie für nur drei Monate als Vorführlok 259 004 im Einsatz war.
Im Deutschen Fahrzeugeinstellungsregister wurde für diese Bauart die Baureihennummer 98 80 3605 vergeben.

## Verbleib
| 32563 | 1984 | Thyssen Henrichshütte AG „62“ | EH „702“                  | zwischenzeitlich Thyssen Edelstahlwerke AG „3“ |
| 32564 | 1983 | Thyssen Henrichshütte AG „61“ | EH "701"                  | zwischenzeitlich Thyssen Edelstahlwerke AG „1“ |
| 32565 | 1982 | DB „259 004-1“ (Vorführlok)   | Stadtwerke Koblenz „DE 1“ |                                                |
| 32566 | 1983 | Dillinger Hüttenwerke         | ROGESA, Dillingen „R 4“   |                                                |
| 32567 | 1984 | Thyssen Henrichshütte AG „63“ | EH „703“                  | zwischenzeitlich Thyssen Edelstahlwerke AG „4“ |